# Szczakowianka Jaworzno
Szczakowianka Jaworzno – klub piłkarski założony w 1923 roku w Szczakowej. Od 22 lipca 2008 roku oficjalnie nazywa się JSP Szczakowianka Jaworzno.

## Sukcesy
- 13. miejsce w Ekstraklasie – 2002/03
- 1/16 finału Pucharu Polski – 2002/03, 2003/04

Rocznik 2002/2003 grupa Andrzeja Dylowicza zajęła II miejsce na międzynarodowym turnieju Wrocław Trophy oraz awansowała z Pierwszego miejsca do ligi III
Wychowankowie: Grzegorz Tomasiewicz, Kamil Włodyka

## Nazwy klubu
- KS Szczakowianka - fuzja Kartaginy, Rewii i Sparty - 9 lipca 1923
- Hutniczy KS Szczakowianka - 9 kwietnia 1947
- ZKS Unia Szczakowa - październik 1948
- Koło Sportowe Unia Szczakowa - grudzień 1951
- KS Szczakowianka - 20 kwietnia 1957
- MZKS Szczakowianka - 1968
- KS Szczakowianka - 15 listopada 1991
- KS Garbarnia Szczakowianka Jaworzno - lipiec 2001
- KS (Klub Sportowy) Szczakowianka Jaworzno - powołanie SSA - 13 lutego 2004
- KP (Klub Piłkarski) Jaworzno - lipiec 2007
- JSP (Jaworznickie Stowarzyszenie Piłkarskie) Szczakowianka Jaworzno - 22 lipca 2008

## Stadion
Stadion im. Karola Fuchsa – stadion piłkarski, znajdujący się w dzielnicy Szczakowa.
- Adres: ul. Kościuszki 1, 43-602 Jaworzno-Szczakowa
- Pojemność:  2000 miejsc (314 miejsc siedzących, wszystkie zadaszone)
- Lata budowy: 1925 - 1927 (Początkiem roku 2014 dzięki wsparciu miasta został dostosowany do wymogów III ligi)
- Inauguracja: 1927 mecz: Szczakowianka Jaworzno - Cracovia
- Rekordowa frekwencja: 2 000 widzów (8.05.2002: Szczakowianka Jaworzno – RKS Radomsko)
- Wymiary płyty boiska: 105 x 65 m
- Oświetlenie: brak

Stadion Miejski
Adres: ul. Krakowska 8, Jaworzno
Data modernizacji: Maj 2002 – Wrzesień 2002
Pojemność: 7000 miejsc (5 708 miejsca siedzące, 1042 miejsca kryte)
Wymiary boiska: 105 x 68 m
Oświetlenie: brak
Inauguracja: 4 sierpnia 2002 rok: Szczakowianka Jaworzno – Wisła Kraków
Rekordowa frekwencja: 8 000 widzów: Szczakowianka Jaworzno – Świt Nowy Dwór Mazowiecki
Charakterystyka obiektu:
Stadion Miejski znajduje się w Jaworznie w dzielnicy Śródmieście tuż przy drodze krajowej nr. 79, będącym głównym szlakiem komunikacyjnym. Obiekt będący własnością Miasta Jaworzno ostatnią większą przebudowę zaliczył na przełomie 2002 i 2003 roku, kiedy to wówczas rozgrywała na nim swoje spotkania występująca na najwyższym szczeblu rozgrywkowym Szczakowianka Jaworzno. Obecnie obiekt po zmianach warunków licencyjnych przez Polski Związek Piłki Nożnej, spełnia warunki I ligowe z czego bardzo chętnie skorzystały drużyny takie jak GKS Katowice, czy GKS Tychy, które to podczas przebudowy własnych stadionów rozgrywały mecze właśnie w Jaworznie. Obiekt ten jest także głównym placem zmagań drużyny Pawła Cygnara, która rozgrywa na nim spotkania IV grupy ligi okgręgowej katowickiej.
Stadion Miejski jest bardzo dobrze wyposażonym obiektem piłkarskim. Posiada równo 7 000 miejsc, w tym 5 708 miejsc siedzących z czego 1 042 to miejsca zadaszone trybuną. Obiekt posiada także murawę o standardowych wymiarach FIFA (105 x 68 m). Ponadto stadion wyposażony jest w trzy bramy wejściowe, z czego jedna służy dla kibiców gości, miejsca przystosowane dla osób niepełnosprawnych, monitoring (4 kamery ruchome, 1 kamera nieruchoma), nagłośnienie oraz zaplecze sanitarne. Obiekt posiada także dwie szatnie dla drużyn, szatnie dla sędziów oraz sale konferencyjną.

## Władze
- Prezes zarządu: Paula Majcher-Guzik
- Wiceprezes Zarządu:  Marcin Smarzyński
- Członrk Zarządu:  Wojciech Hacieja

- Członek Zarządu:  Janusz Kręcichwost
- Członek Zarządu: Dominik Zaborowski
- Członek Zarządu: Wojciech Tomasiewicz
- Członek Zarządu: Przemysław Wójcik
- Członek Zarządu: Wojciech Baran Sztab szkoleniowy
- Pierwszy trener: Daniel Płatek
- Kierownik: Bogdan Paluch
- Drugi trener: Michał Sendor

## Obecny skład
Stan na 3 października 2014
| Nr | Poz. | Piłkarz            |
| -- | ---- | ------------------ |
| 1  | G    | Michał Kojdecki    |
| 2  | BR   | Richard Mrozek     |
| 5  | OB   | Patryk Kiczyński   |
| 4  | OB   | Piotr Holewa       |
| 5  | OB   | Marcel Rodziewicz  |
| 6  | OB   | Marcin Grzywa      |
| 7  | OB   | Bartosz Nowak      |
| 8  | OB   | Bartłomiej Molenda |
| 9  | PO   | Marcin Smolik      |
| 10 | PO   | Tomasz Dworak      |
| 11 | PO   | Paweł Sermak       |
| 12 | PO   | Michał Biskup      |
| 13 | PO   | Łukasz Łukowicz    |
| 14 | PO   | Szymon Chrapek     |

| Nr | Poz. | Piłkarz           |
| -- | ---- | ----------------- |
| 15 | PO   | Tomasz Jarosz     |
| 16 | PO   | Damian Mrożek     |
| 17 | PO   | Marek Walczak     |
| 18 | PO   | Bartosz Zyguła    |
| 19 | PO   | Maciej Rozmus     |
| 20 | NA   | Gaspar Repa       |
| 21 | NA   | Paweł Kędroń      |
| 22 | NA   | Piotr Żurawik     |
| 23 | NA   | Remigiusz Malicki |
| 24 | NA   | Mateusz Balcer    |
| 25 | NA   | Artur Molenda     |

## Sezon po sezonie
| Sezon                   | Liga                              | Pozycja | Punkty | Bramki | Uwagi                   |
| ----------------------- | --------------------------------- | ------- | ------ | ------ | ----------------------- |
| 1998/99                 | IV liga                           | 13      | 44     | 42:50  |                         |
| 1999/00                 | IV liga                           | 2       | 79     | 89:29  | awans poprzez baraże    |
| 2000/01                 | III liga (grupa 3)                | 1       | 93     | 91:25  | awans                   |
| 2001/02                 | II liga                           | 3       | 66     | 61:50  | awans poprzez baraże    |
| 2002/03                 | I liga                            | 13      | 32     | 40:54  | spadek po barażach      |
| 2003/04                 | II liga                           | 5       | 52     | 57:34  |                         |
| 2004/05                 | II liga                           | 15      | 33     | 37:38  | baraże o utrzymanie     |
| 2005/06                 | II liga                           | 17      | 29     | 28:63  | spadek                  |
| 2006/07                 | III liga (grupa 3)                | 12      | 32     | 28:44  | spadek                  |
| 2007/08                 | Klasa A (grupa Sosnowiec)         | 1       | 80     | 173:29 | awans                   |
| reorganizacja rozgrywek |                                   |         |        |        |                         |
| 2008/09                 | Liga okręgowa (grupa Katowice II) | 2       | 68     | 66:16  |                         |
| 2009/10                 | Liga okręgowa (grupa Katowice II) | 1       | 87     | 106:11 | awans                   |
| 2010/11                 | IV liga (grupa śląska I)          | 1       | 68     | 70-23  | awans                   |
| 2011/12                 | III liga (grupa opolsko-śląska)   | 5       | 50     | 57-30  |                         |
| 2012/13                 | III liga (grupa opolsko-śląska)   | 8       | 41     | 41-35  |                         |
| 2013/14                 | III liga (grupa opolsko-śląska)   | 8       | 18     | 26-66  | spadek                  |
| 2014/15                 | IV liga (grupa śląska II)         | 6       | 43     | 53-39  |                         |
| 2015/16                 | IV liga (grupa śląska II)         | 10      | 38     | 43-44  |                         |
| 2016/17                 | IV liga (grupa śląska II)         | 12      | 47     | 52-53  |                         |
| 2017/18                 | IV liga (grupa śląska I)          | 14      | 23     | 35-64  | spadek                  |
| 2018/19                 | Liga okręgowa (grupa Katowice IV) | 2       | 66     | 84:40  |                         |
| 2019/20                 | Liga okręgowa (grupa śląska IV)   | 1       | 46     | 76:14  | awans                   |
| 2020/21                 | IV liga (grupa śląska I)          | 10      | 41     | 54-66  |                         |
| 2021/22                 | IV liga (grupa śląska I)          | 5       | 49     | 66-50  |                         |
| 2022/23                 | IV liga (grupa śląska I)          | 1       | 62     | 67-31  | przegrany baraż o awans |
| 2023/24                 | IV liga (grupa śląska I)          | 13      | 23     | 35-54  | spadek                  |
| reorganizacja rozgrywek |                                   |         |        |        |                         |
| 2024/25                 | V liga (grupa śląska I)           | 9       | 39     | 51-52  |                         |
| 2025/26                 | V liga (grupa śląska I)           |         |        |        |                         |

| Oznaczenie kolorami |
| ------------------- |
| I poziom ligowy     |
| II poziom ligowy    |
| III poziom ligowy   |
| IV poziom ligowy    |
| V poziom ligowy     |
| VI poziom ligowy    |

## Trenerzy od sezonu 2001/2002
- Radosław Gabiga
- Mirosław Stadler
- Marek Motyka
- Albin Mikulski
- Andrzej Sermak
- Janusz Białek
- Andrzej Orzeszek
- Marek Piotrowicz
- Tomasz Arteniuk
- Robert Moskal
- Jacek Góralczyk